# Карл Габсбург-Лотарингский
Карл Габсбург-Лотарингский (нем. Karl Habsburg-Lothringen; 11 января 1961, Штарнберг, Бавария, Западная Германия) — нынешний глава дома Габсбург-Лотарингских. Сын Отто фон Габсбурга Австрийского и принцессы Регины Саксен-Мейнингенской, внук последнего императора Австрии Карла I.

## Политическая карьера
С 1986 года Габсбург был президентом австрийской ветви Панъевропейского союза. После изучения права на протяжении 12 лет, в 1992—1993 годах он вёл на общественном телевидении ORF игру Who is Who. В октябре 1996 года избран в Европейский парламент от Австрийской Народной партии (ÖVP).
19 января 2002 года Карл Габсбург-Лотарингский был назначен генеральным директором ОНН (Организации наций и народов, не имеющих представительства) Руководящим комитетом ОНН. С 7 декабря 2008 года он является президентом Ассоциации национальных комитетов Голубого щита.
В январе 2025 года выступил с обширной речью в под девизом «Целостность. Направление. Надежда» в рамках панъевропейского союза. В своей речи он заявил о чёткой приверженности защите Украины, а также назвал Россию колониальной империей:

Сегодняшняя Россия на самом деле является классической колониальной империей, управляемой из Москвы. Это начинается с экономической эксплуатации колоний и продолжается угнетением народов этой колониальной империи, вплоть до попыток использовать их мужчин в качестве пушечного мяса в колониальной войне против Украины. Европа, заинтересованная в безопасности своих граждан, должна как можно скорее начать разрабатывать сценарии для распадающейся колониальной империи Москвы.

## Дом Габсбург-Лотарингских
С 1 января 2007 года его отец, Отто фон Габсбург (представитель линии Габсбург-Лотарингских, ветви Австрийских-Есте, а от этой линии отделившиеся — Венгерской линии, в лице её родоначальника Карла I) отказался от статуса главы Габсбург-Лотарингских и передал его сыну, который соответственно получил титул эрцгерцога. Также Карл является формальным претендентом на престолы целого ряда уже не существующих королевств, таких как Венгерское и Богемское, Великого княжества Литовского и Галицко-Волынского княжества, Иллирийского и даже Иерусалимского королевства, которое было потеряно крестоносцами ещё в 1291 году, но ввиду официального отказа его отца от трона коронных земель династии, Австрии и Испании, его отец и его потомки потеряли это право. Все нынешние представители являются потомками линии Австрийских-Эсте (название фамилии боковых представителей рода), а от неё венгерской линии (Палатины Венгрии), в лице родоначальника Карла I (которая так и не стала династией, так как официально правил только он — Карл I).

## Личная жизнь
31 января 1993 года он женился на баронессе Франческе Тиссен — единственной дочери барона Ганса Генриха Тиссена, европейского промышленника и его третьей жены, Фионы Кэмпбелл Уолтер. В браке родилось трое детей:
- Элеонора Елена Мария дель-Пилар Иона  (род. 28 февраля 1994, Зальцбург) — замужем за бельгийским автогонщиком Жеромом д’Амброзио, имеют сына Отто и дочь Циту;
- Фердинанд Звонимир Мария Бальтус Кит Михал Отто Антал Банам Леонард (род. 21 июня 1997, Зальцбург) — автогонщик;
- Глория Мария Богдана Палома Регина Фиона Габриэла (род. 15 октября 1999, Зальцбург), её крестной матерью является Глория, принцесса Турн и Таксис[8].

Карл и Франческа разошлись в 2003 и окончательно развелись в 2017 году.
Весной 2022 года Карл женился на Кристиан Николау де Алмейде Рейд родом из Португалии.
Габсбург-Лотарингский в 1981—2022 годах жил на вилле «Casa Austria» (ранее — «Villa Swoboda») в коммуне Аниф рядом с Зальцбургом, которую брал в аренду у владельца — фонда «Method Privatstiftung». В 2022 году замок был выставлен на продажу за 22 млн евро.